# Trofej prvakinja 2009. (hokej na travi)
16. Trofej prvakinja u športu hokeju na travi se održao 2009. godine.

## Mjesto i vrijeme održavanja
Održao se od 11. do 19. srpnja 2009.
Utakmice su se igrale u australskom gradu Sydneyu, na igralištima hokejaškog centra sidnejskog olimpijskog parka.

## Natjecateljski sustav
Ovaj turnir se igralo po jednostrukom ligaškom sustavu. Za pobjedu se dobivalo 3 boda, za neriješeno 1 bod, a za poraz nijedan bod. 
Kriterij po kojemu se djevojčadi redalo na kraju natjecanja su bili redom:
- broj bodova
- razlika pogodaka
- postignuti pogodci
- međusobni rezultat u natjecanju po skupinama

Ako se ni nakon ova četiri kriterija ne može napraviti poredak, organizira se natjecanje u raspucavanju između djevojčadi čiji poredak treba utvrditi.
Nakon ligaškog dijela, doigravalo se za poredak. Prva i druga djevojčad na ljestvici je doigravala za zlatno odličje, treće i četvrte za brončano odličje, a pete i šeste na ljestvici za 5. i 6. mjesto. Djevojčadi su igrale po jednu utakmicu.
Susrete se igralo na umjetnoj travi.

## Sudionice
Međunarodna hokejska federacija je 12. studenoga 2008. najavila djevojčadi koje su izborile pravo natjecati se na ovom športskomk događaju.
- Australija, domaćinke
- Nizozemska, olimpijske pobjednice 2008. i svjetske prvakinje 2006.
- Argentina, braniteljice naslova
- Kina, olimpijske doprvakinje 2008.
- Njemačka, 4. na OI 2008.
- Engleska, kao Ujedinjeno Kraljevstvo su osvojile 6. mjesto na OI 2008.

## Sastavi

### Argentina
| - ( 1.) Belén Succi - ( 2.) Delfina Merino - ( 4.) Rosario Luchetti - ( 7.) Alejandra Gulla - ( 8.) Luciana Aymar - ( 9.) Carla Dupuy - (10.) Soledad García | - (11.) Carla Rebecchi - (12.) Rocio Ubeira - (13.) María Laura Aladro - (18.) Daniela Sruoga - (19.) Mariné Russo - (21.) Mariela Scarone - (24.) Claudia Burkart | - (25.) Silvina D'Elia - (26.) Giselle Kañevsky - (27.) Noel Barrionuevo - (30.) Josefina Sruoga - Izbornik::Carlos Retegui |

### Australija
| - ( 1.) Toni Cronk - ( 2.) Georgia Nanscawen - ( 3.) Sarah O'Connor - ( 4.) Casey Eastham - ( 5.) Alison Bruce - ( 6.) Megan Rivers - ( 7.) Kim Walker | - ( 8.) Ashleigh Nelson - (10.) Kate Hollywood - (12.) Madonna Blyth - (14.) Nicole Arrold - (16.) Fiona Johnson - (17.) Emily Hurtz - (18.) Stacia Joseph | - (19.) Heather Langham - (22.) Airlie Ogilvie - (27.) Rachael Lynch - (28.) Hope Munro - Izbornik::Frank Murray |

### Engleska
| - ( 1.) Beth Storry - ( 3.) Natalie Seymour - ( 4.) Chloe Strong - ( 6.) Ashleigh Ball - ( 7.) Jo Ellis - ( 8.) Helen Richardson - (10.) Susie Gilbert | - (11.) Kate Walsh - (12.) Chloe Rogers - (13.) Kerry Williams - (15.) Alex Danson - (16.) Laura Unsworth - (17.) Beckie Herbert - (19.) Katy Long | - (23.) Sally Walton - (24.) Becky Duggan - (28.) Nicola White - (31.) Gemma Darrington - Izbornik::Danny Kerry |

### Kina
| - ( 1.) Ma Yibo - ( 2.) Li Ziuli - ( 3.) Li Shufang - ( 5.) Ma Wei - ( 6.) Sun Sinan - ( 7.) Liao Jiahui - ( 8.) Fu Baorong | - (10.) Gao Lihua - (12.) Zhou Wanfeng - (13.) Sun Zhen - (16.) Zhang Yimeng - (17.) Li Hongxia - (18.) Ren Ye - (20.) Zing Qian | - (21.) Zhao Yudiao - (22.) Song Qingling - (27.) Li Shuang - (30.) Li Dongxiao - Izbornik::Kim Sangryul |

### Nizozemska
| - ( 1.) Floortje Engels - ( 3.) Fieke Holman - ( 5.) Dirkse van den Heuver - ( 6.) Claire Verhage - ( 8.) Marieke Mattheussens - ( 9.) Wieke Dijkstra - (11.) Maartje Goderie | - (12.) Lidewij Welten - (13.) Minke Smabers - (15.) Janneke Schopman - (17.) Maartje Paumen - (18.) Naomi van As - (19.) Ellen Hoog - (20.) Inge Vermeulen | - (21.) Sophie Polkamp - (23.) Kim Lammers - (24.) Eva de Goede - (26.) Marilyn Agliotti - Izbornik::Herman Kruis |

### Njemačka
| - ( 1.) Yvonne Frank - ( 2.) Tina Bachmann - ( 7.) Natascha Keller - (10.) Nina Hasselmann - (11.) Eileen Hoffmann - (12.) Lydia Hasse - (13.) Katharina Otte | - (16.) Fanny Rinne - (17.) Barbara Vogel - (18.) Anke Kühn - (19.) Jennifer Plass - (22.) Janine Beermann - (23.) Silja Lorenzen - (24.) Maike Stöckel | - (25.) Janne Müller-Wieland - (28.) Julia Müller - (29.) Lina Geyer - (31.) Julia Karwatzky - Izbornik::Michael Behrmann |

## Rezultati natjecanja u skupini
Satnice su po istočnoaustralskom vremenu (UTC+10).
| 11. srpnja 2009. 11:05                          |           |                                |                                   |
| Nizozemska                                      | 2:2 (0:1) | Engleska                       | Suci: Miao Lin Christiane Hippler |
| Marilyn Agliotti 59. Maartje Paumen 70. (k.u/k) |           | Katie Long 16. Alex Danson 46. | Suci: Miao Lin Christiane Hippler |

| 11. srpnja 2009. 13:05            |           |          |                                 |
| Australija                        | 2:0 (0:0) | Njemačka | Suci: Ju-Lee Keum Wendy Stewart |
| Emily Hurtz 36. Madonna Blyth 43. |           |          | Suci: Ju-Lee Keum Wendy Stewart |

| 11. srpnja 2009. 15:05                          |           |                     |                                   |
| Argentina                                       | 2:1 (0:0) | Kina                | Suci: Lisa Roach Lisette Klaassen |
| Soledad García 45. Noel Barrionuevo 67. (k.u/k) |           | Ma Yibo 57. (k.u/k) | Suci: Lisa Roach Lisette Klaassen |

| 12. srpnja 2009. 11:05  |           |                                                               |                                      |
| Engleska                | 1:3 (1:1) | Njemačka                                                      | Suci: Wendy Stewart Lisette Klaassen |
| Chloe Rogers 2. (k.u/k) |           | Janine Beermann 25. Fanny Rinne 37. (k.u/k) Maike Stöckel 43. | Suci: Wendy Stewart Lisette Klaassen |

| 12. srpnja 2009. 13:05 |           |                     |                                  |
| Australija             | 0:1 (0:1) | Argentina           | Suci: Marelize de Klerk Miao Lin |
|                        |           | Josefina Sruoga 35. | Suci: Marelize de Klerk Miao Lin |

| 12. srpnja 2009. 15:05 |           |                              |                                     |
| Kina                   | 0:1 (0:0) | Nizozemska                   | Suci: Julie Ashton-Lucy Ju-Lee Keum |
|                        |           | Marilyn Agliotti 61. (k.u/k) | Suci: Julie Ashton-Lucy Ju-Lee Keum |

| 14. srpnja 2009. 18:05 |           |                              |                                    |
| Njemačka               | 0:1 (0:0) | Nizozemska                   | Suci: Julie Ashton-Lucy Lisa Roach |
|                        |           | Janneke Schopman 49. (k.u/k) | Suci: Julie Ashton-Lucy Lisa Roach |

| 14. srpnja 2009. 20:05                        |           |                                   |                                        |
| Australija                                    | 2:2 (0:0) | Kina                              | Suci: Wendy Stewart Christiane Hippler |
| Ashleigh Nelson 45. Casey Eastham 57. (k.u/k) |           | Song Qingling 50. Liao Jiahui 65. | Suci: Wendy Stewart Christiane Hippler |

| 15. srpnja 2009. 18:05 |           |                                                  |                                          |
| Kina                   | 2:3 (1:1) | Njemačka                                         | Suci: Marelize de Klerk Lisette Klaassen |
|                        |           | Katharina Otte 24., 66. Julia Müller 64. (k.u/k) | Suci: Marelize de Klerk Lisette Klaassen |

| 15. srpnja 2009. 20:05     |           |                    |                                     |
| Argentina                  | 3:1 (2:1) | Engleska           | Suci: Julie Ashton-Lucy Ju-Lee Keum |
| Soledad García 19. (k.u/k) |           | Rebecca Herbert 6. | Suci: Julie Ashton-Lucy Ju-Lee Keum |

| 16. srpnja 2009. 18:05                     |           |                                            |                                    |
| Nizozemska                                 | 2:2 (0:0) | Argentina                                  | Suci: Lisa Roach Marelize de Klerk |
| Kim Lammers 49. Maartje Paumen 54' (k.u/k) |           | Noel Barrionuevo 43. (k.u/k), 64. (k.u/k), | Suci: Lisa Roach Marelize de Klerk |

| 16. srpnja 2009. 20:05                                                          |           |          |                                   |
| Australija                                                                      | 4:0 (1:0) | Engleska | Suci: Miao Lin Christiane Hippler |
| Nicole Arrold 13. (k.u/k) Casey Eastham 25. (k.u/k), 38. (k.u/k) Hope Munro 55. |           |          | Suci: Miao Lin Christiane Hippler |

| 18. srpnja 2009. 11:05 |           |                             |                                          |
| Kina                   | 4:1 (1:0) | Engleska                    | Suci: Julie Ashton-Lucy Lisette Klaassen |
|                        |           | Rebecca Herbert 44. (k.u/k) | Suci: Julie Ashton-Lucy Lisette Klaassen |

| 18. srpnja 2009. 13:05                    |           |                           |                                     |
| Australija                                | 2:1 (1:1) | Nizozemska                | Suci: Marelize de Klerk Ju-Lee Keum |
| Casey Eastham 2. Nicole Arrold 43. (k.u.) |           | Maartje Paumen 9. (k.u/k) | Suci: Marelize de Klerk Ju-Lee Keum |

| 18. srpnja 2009. 15:05 |     |          |                           |
| Argentina              | 0:0 | Njemačka | Suci: Lisa Roach Miao Lin |
|                        |     |          | Suci: Lisa Roach Miao Lin |

### Ljestvica nakon natjecanja u skupini
| Mj. | Djevojčad  | Ut | Pb | N | Pz | Pr | Ps | RP  | Bod |
| --- | ---------- | -- | -- | - | -- | -- | -- | --- | --- |
| 1.  | Argentina  | 5  | 3  | 2 | 0  | 8  | 4  | 4   | 11  |
| 2.  | Australija | 5  | 3  | 1 | 1  | 10 | 4  | 6   | 10  |
| 3.  | Nizozemska | 5  | 2  | 2 | 1  | 7  | 6  | 1   | 8   |
| 4.  | Njemačka   | 5  | 2  | 1 | 2  | 6  | 6  | 0   | 7   |
| 5.  | Kina       | 5  | 1  | 1 | 3  | 9  | 9  | 0   | 4   |
| 6.  | Engleska   | 5  | 0  | 1 | 4  | 5  | 16 | -11 | 1   |

## Doigravanje
- za 5. mjesto

| 19. svibnja 2009. 10:05                                                                   |           |          |                                        |
| Kina                                                                                      | 7:0 (3:0) | Engleska | Suci: Christiane Hippler Wendy Stewart |
| Li Hongxia 3. Ren Ye 27., 31. (k.u/k) Song Qingling 37. Fu Baorong 52., 53. Xing Qian 58. |           |          | Suci: Christiane Hippler Wendy Stewart |

- za brončano odličje

| 19. svibnja 2009. 12:35                                                        |           |                     |                                    |
| Nizozemska                                                                     | 5:2 (5:2) | Njemačka            | Suci: Julie Ashton-Lucy Lisa Roach |
| Ellen Hoog 9. Maartje Paumen 14. (k.u.), 29. (k.u/k) Marilyn Agliotti 21., 27. |           | Eileen Hoffmann 27. | Suci: Julie Ashton-Lucy Lisa Roach |

- za zlatno odličje

| 19. svibnja 2009. 15:05                                                                   |                          |                                                                                |                                  |
| Argentina                                                                                 | 0:0 (4:3) (raspucavanje) | Australija                                                                     | Suci: Marelize de Klerk Miao Lin |
| raspucavanje Noel Barrionuevo Claudia Burkart Carla Rebecchi Silvina D'Elia Luciana Aymar |                          | raspucavanje Nicole Arrold Casey Eastham Madonna Blyth Emily Hurtz Fiona Boyce | Suci: Marelize de Klerk Miao Lin |

### Konačna ljestvica
| Mj. | Momčad     |
| --- | ---------- |
| 1.  | Argentina  |
| 2.  | Australija |
| 3.  | Nizozemska |
| 4.  | Njemačka   |
| 5.  | Kina       |
| 6.  | Engleska   |

| Pobjednice             |
| ---------------------- |
| Argentina Treći naslov |

## Najbolje sudionice
| najbolja vratarka | najbolji strijelac | najbolja igračica | fair-play  |
| ----------------- | ------------------ | ----------------- | ---------- |
| Belén Succi       | Maartje Paumen     | Madonna Blyth     | Australija |

## Vanjske poveznice
- (engl.) Službene stranice  Arhivirana inačica izvorne stranice od 9. srpnja 2009. (Wayback Machine)